# Rudolf med den röda mulen
Rudolf med den röda mulen är en animerad film från 1998. Filmen hade biopremiär i USA den 16 oktober 1998. Den är baserad på julsagan om Rudolf med röda mulen. 

## Handling
Renen Rudolf föds på Nordpolen med en ovanligt röd mule som sporadiskt börjar lysa, något som de andra renarna och jultomtens tomtenissar retar honom för. När Rudolf börjar i renskolan blir han förälskad i den söta renflickan Zoey. Precis som alla andra renungar drömmer Rudolf om att en dag bli en "flygare" som drar tomtens släde, men när han blir utskrattad av de andra renbarnen bestämmer sig en modstulen Rudolf för att gömma sin problematiska mule i snön. Tomten muntrar upp honom och förklarar att alla renarna och tomtenissarna är en viktig del i hans stora familj.
När Rudolf är lite äldre har han byggt upp tillräckligt med mod för att ställa upp i en slädtävling där man har chansen att bli handplockad som flygare. Rudolf vinner loppet men diskvalificeras eftersom hans mule oavsiktligt började lysa, och istället tilldelas Pilen, Rudolfs rival och Zoeys före detta pojkvän, förstaplatsen. Rudolf hör sin pappa Blitzen försöka övertala domarna att häva diskvalificeringen, men när han hör honom säga att hans mule var "ett misstag" blir Rudolf förkrossad och rymmer hemifrån.
När Zoey får reda på att Rudolf försvunnit ger hon sig av för att leta reda på honom. Hon korsar ishäxan Stormellas förbjudna isbro i tron att Rudolf har gått över på andra sidan, och Stormella släpper lös en fruktansvärd storm när hon får reda på att renflickan har korsat hennes bro. Under tiden stöter Rudolf på fjällräven Berra och isbjörnen Leonard, och de båda nyvunna vännerna hjälper honom på bättre humör. Berras motto Det kunde varit värre får Rudolf att inse hur bra han har det med vänner och familj som bryr sig om honom. Glädjen blir dock kortvarig; älvorna av norrskenet besöker Rudolf och berättar för honom att Zoey har blivit tillfångatagen av Stormella. Älvan Aurora talar om för Rudolf att han ska vara stolt över sin mule; det är inte alla som har en så ljus insida att det lyser även på utsidan, men Rudolf måste lära sig att kontrollera ljuset inom sig om han ska kunna rädda Zoey.
Tillsammans med sina två vänner ger sig Rudolf av mot Stormellas isslott. Rudolf frambringar ljuset inom sig och med sin lysande mule kan inte Stormella se honom i sin kristallkula. Vännerna räddar Zoey, men när de är på väg ut från isslottet kommer Stormella ikapp dem. I stormen tappar hon balansen och är på väg att falla av en klippavsats, men räddas i sista sekund av Rudolf. I gengäld för att ha räddat hennes liv önskar Rudolf att Stormella ska bli snäll och häxan uppfyller hans önskan, men trots att hon nu är en god häxa kan hon inte häva den livsfarliga stormen.
I snöstormen kan inte jultomten ge sig av med sin släde för att dela ut barnens paket. På julafton frågar han Rudolf om han med sin mule vill lysa vägen. Rudolf får både sin fars bekräftelse och sin dröm om att bli en flygare uppfylld när han stolt spänns fast vid släden. Filmen avslutas med att Rudolf, i täten av tomtens renar, lyser vägen över himlavalvet med sin röda mule.

## Röster
| Figur                      | Originalröst              |
| -------------------------- | ------------------------- |
| Rudolf                     | Eric Pospisil (barn)      |
| Rudolf                     | Kathleen Barr (vuxen)     |
| Tomten                     | John Goodman              |
| Berra                      | Eric Idle                 |
| Leonard                    | Bob Newhart               |
| Roland (Stormellas butler) | Lee Tockar                |
| Pilen                      | Christopher Gray (barn)   |
| Pilen                      | Matt Hill (vuxen)         |
| Zoey                       | Vanessa Morley (barn)     |
| Zoey                       | Myriam Sirois (vuxen)     |
| Stormella                  | Whoopi Goldberg           |
| Gnister                    | Cathy Weseluck            |
| Zoeys mamma                | Elizabeth Carol Savenkoff |
| Blitzen (Rudolfs pappa)    | Garry Chalk               |
| Mitzi (Rudolfs mamma)      | Debbie Reynolds           |
| Tomtemor                   | Debbie Reynolds           |
| Glitter                    | Myriam Sirois             |
| Boone                      | Richard Simmons           |
| Doggle                     | Alec Willows              |
| Cupid                      | David Kaye                |
| Aurora                     | Elizabeth Carol Savenkoff |
| Fröken Prancer             | Debbie Reynolds           |
| Tinder                     | Kathleen Barr             |